# 東帕薩迪納 (加利福尼亞州)
東帕薩迪納（英語：East Pasadena）是位於美國加利福尼亞州洛杉磯縣的一個人口普查指定地區。

## 地理
東帕薩迪納的座標為34°08′24″N 118°04′40″W / 34.14000°N 118.07778°W，而該地最高點為海拔高度221米（即725英尺）。

## 人口
根據2010年美國人口普查的數據，東帕薩迪納的面積為3.426平方千米，當中陸地面積為3.413平方千米，而水域面積為0.013平方千米。當地共有人口6144人，而人口密度為每平方千米1,793人。